# Thomas-Müntzer-Siedlung
Die Thomas-Müntzer-Siedlung gehört zum Ortsteil Bischofferode in der Landgemeinde Am Ohmberg im thüringischen Landkreis Eichsfeld.

## Geographie
Die Siedlung liegt unweit der Grenze zu Niedersachsen, im Nordosten des Landkreises Eichsfeld.

## Geschichte
Die Ortschaft ist aus einer Werkssiedlung des Kalibetriebs Bischofferode hervorgegangen.
Bis zum 1. Dezember 2010 gehörte sie zur eigenständigen Gemeinde Bischofferode, die in der Landgemeinde Am Ohmberg aufgegangen ist.